# Lodi von Bönninghausen tot Herinckhave
Jhr. Lodewijk Eduard Diederik Sebastiaan (Lodi) von Bönninghausen tot Herinkhave (Nienborg, 7 augustus 1909 – Epe, 1 maart 2005) was een Nederlands burgemeester.
Von Bönninghausen was een zoon van Lodewijk Ernst Maria von Bönninghausen tot Herinkhave (1867-1965) en Maria Louise Johanna Antonia Goossens (1877-1957). Zijn vader was advocaat en weer diens vader burgemeester van Tubbergen. 
Na de middelbare school deed hij praktijkervaring op bij de gemeentesecretarie van Huissen. Aansluitend was hij volontair bij de gemeentesecretarie van Rijswijk, om vervolgens in januari 1938 te worden benoemd tot burgemeester van de Zeeuws-Vlaamse gemeente IJzendijke. Hij is in april 1944 door de bezetter ontslagen, omdat hij weigerde mensen aan te wijzen die moesten helpen bij de aanleg van verdedigingswerken voor de Duitsers. Lodi moest toen onderduiken, wat lukte bij kennissen in Brussel. Eind 1945 werd hij overeenkomstig het zuiveringsbesluit kort op non actief gesteld, maar begin 1946 kon hij in zijn oude functie terugkeren. Hij was van juni 1958 tot september 1974 burgemeester van Terheijden. Dit was de eerste gemeente in Nederland met inspraak van de burgerij bij de besluitvorming (1970). 

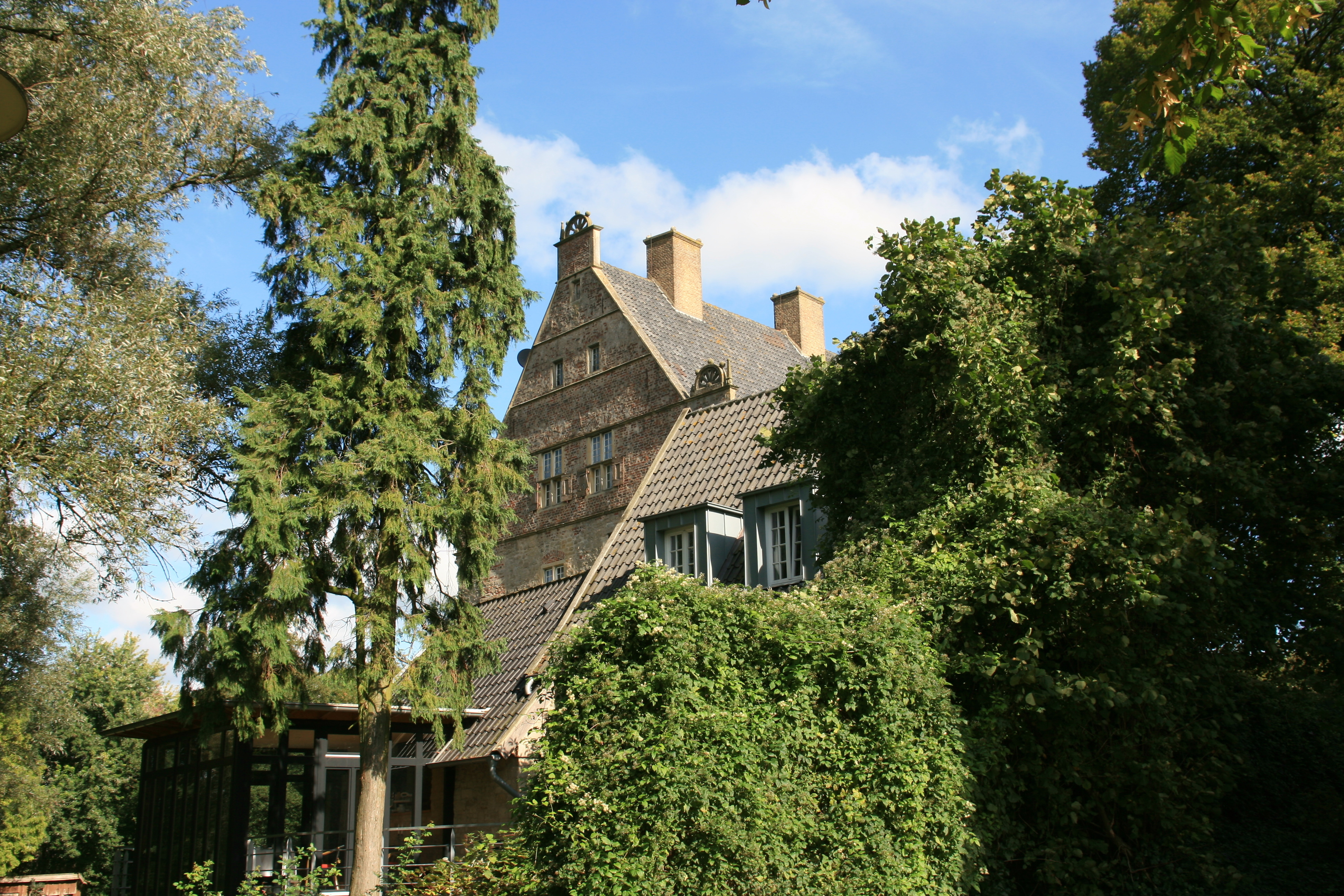
Burg Hohes Haus in Nienborg

Na zijn pensionering was Von Bönninghausen bezig met de restauratie van zijn geboortehuis: Burg Hohes Haus in Nienborg. Het was tijdens de Tweede Wereldoorlog door de gevorderd geweest. Nadien waren er vluchtelingen in gehuisvest. Toen hij het huis weer helemaal had opgeknapt, gaf hij er belangeloos dikwijls rondleidingen. Von Bönninghausen was een enthousiast danser op feestelijke gelegenheden. Zijn sociale leven speelde zich voor een groot deel in België af. Hij was officieel Freiherr (baron).
De laatste maanden van zijn leven verbleef hij in een verzorgingshuis te Epe. Hij overleed in 2005 op 95-jarige leeftijd.
Voor zijn verdiensten op maatschappelijk en cultureel gebied werd hij onderscheiden als officier In de Orde van Oranje-Nassau en commandeur in de Orde van Sint-Gregorius de Grote.